# Comuna Piskî, raionul Jîtomîr, regiunea Jîtomîr
Piskî (în ucraineană Пісківська сільська рада) este o comună în raionul Jîtomîr, regiunea Jîtomîr, Ucraina, formată din satele Piskî (reședința) și Skomorohî.

## Demografie
Componența lingvistică a comunei Piskî
     Ucraineană (94,12%)
     Rusă (5,2%)
     Alte limbi (0,45%)
Conform recensământului din 2001, majoritatea populației comunei Piskî era vorbitoare de ucraineană (94,12%), existând în minoritate și vorbitori de rusă (5,2%).